# Antonio Madinaveitia
Antonio Madinaveitia y Tabuyo est un chimiste espagnol, né en 1890 à Madrid et mort à Mexico en 1974, surtout connu pour ses travaux sur les produits naturels et sur la synthèse des médicaments organiques.

## Biographie
Antonio Madinaveitia, fils du médecin Juan Madinaveitia, poursuit ses études primaires à l’Institution libre d'enseignement, et secondaires à l’Institut Cardinal-Cisneros de l'université de Madrid. En 1905, il se rend en Suisse pour y étudier le génie chimique à l'École polytechnique de Zurich. À partir de 1910, il prépare son doctorat sous la direction de Richard Willstätter, futur prix Nobel de chimie et, en 1912, il présente sa thèse sur la catalase.
De retour en Espagne, il obtient la licence en pharmacie en 1913 à Barcelone, puis le doctorat à Madrid, avec une étude sur les ferments oxydants. Il entre alors comme assistant au laboratoire de chimie biologique du Comité pour le développement des études (es) (Junta para Ampliación de Estudios, abrégée en JAE), laboratoire attaché à la chaire de José Rodríguez Carracido (es). En avril 1916, il accède à la chaire de chimie organique appliquée à la pharmacie de l'université de Grenade, mais il reste à Madrid en tant que directeur du laboratoire de chimie biologique du Conseil de la Résidence d'étudiants. Cependant, en 1919, grâce à une bourse de la JAE, il passe un an à Paris, poursuivant études et recherches auprès de Fourneau dans le laboratoire de chimie pharmaceutique de l'Institut Pasteur.
En 1922, il est reçu licencié puis docteur en chimie, avec une thèse sur la térébenthine du pin. En décembre 1925, il accède à la chaire de chimie organique appliquée à la pharmacie de l'université de Madrid. En novembre 1930, son laboratoire de chimie organique et biologique est intégré à l'Institut national de physique et chimie en tant que Section de chimie organique.
Quand éclate la guerre civile, il est élu membre de la JAE et doyen de la faculté de pharmacie. Il poursuit ses activités pendant la guerre, travaillant aussi à la Maison de la culture de Valence. Exilé en France, il passe plusieurs mois dans le laboratoire de chimie organique de la Sorbonne.
En juillet 1939, il part pour le Mexique, parrainé par la Casa de España, plus tard Collège de Mexico, créée pour accueillir les intellectuels en exil. Grâce à cette institution, il enseigne dans diverses universités mexicaines. Il donne des cours à l'Institut polytechnique national et à l'université nationale autonome du Mexique, et prononce des conférences pour la série radiophonique intitulée « La Voix de l’Espagne ». Dès la même année, il entre à l'École nationale de chimie.
Soutenu par la Casa de España et la fondation Rockefeller, il participe avec Fernando Orozco à la création et à l’établissement de la faculté de chimie de l'université du Mexique, où il forme des personnalités importantes de la chimie mexicaine du XXe siècle.

## Travaux
Madinaveitia s’est spécialisé dans la chimie des produits naturels et dans la synthèse des médicaments organiques.
En Espagne, il a donné trente-huit publications originales, sans compter quelques études d'ensemble parmi lesquelles il faut remarquer une Synthèse des médicaments organiques, publiée avec Ernest Fourneau, ouvrage de référence dont plusieurs éditions se sont succédé jusqu’à la guerre.
Au Mexique, son activité ne s’est plus manifestée au même rythme. Il n'a publié, à partir de 1940, que jusqu'en 1945, et seulement huit fois, « ce qui est très peu pour un homme si jeune et si extraordinairement brillant ».
Madinaveitia a exploré des domaines très variés, tels que la composition des lacs salés du centre du Mexique, l’hydrogénation catalytique des quinones, la polymérisation de l’anthracène, les Papilionacées sauvages, la pulque, le mercure dans les composés organiques ou encore la térébenthine officinale. D’une façon générale, Madinaveitia s'est intéressé aux produits naturels des pays où il a vécu, il les a étudiés du point de vue du chimiste organicien et il a travaillé sur leurs applications industrielles en tant qu'ingénieur chimiste.

### Thèses
- 1912 : (de) Zur Kenntnis der Katalase (thèse de doctorat en sciences de l’École polytechnique de Zurich), Zurich, Druck von J. Leemann, vorm. J. Schabelitz (lire en ligne).
- 1913 : Los fermentos oxidantes (thèse de doctorat en pharmacie de l'université de Madrid), Madrid, Imprenta de Bernardo Rodriguez (OCLC 432565474).
- 1922 : « Estudio de la miera del pino », Rev. Real Acad. Ciencia Exact. Fís. Natur., vol. 20,‎ 1922, p. 524-552 (thèse de doctorat en chimie de l'université de Madrid).

### En Espagne (seulement les ouvrages parus en volume)
- 1921 : Estudio farmacológico de la salicaria, Madrid, Asociación Española para el Progreso de las Ciencias – Imprenta Colonial, 1921, avec José Rodríguez Carracido.
- 1921 : Síntesis de medicamentos orgánicos (préf. José Rodríguez Carracido), Madrid, Calpe, XII-450 p. (OCLC 14795060), avec Ernest Fourneau.
- 1927 : La enseñanza de la química orgánica : Discurso leído en la solemne inauguración del curso académico de 1927 a 1928, Madrid, Universidad Central – Imprenta Colonial (OCLC 644869466).
- 1929 : Programa de química orgánica aplicada a la farmacia, Madrid, Librería General de Victoriano Suárez.

### Au Mexique (toutes les publications)
- 1940 : « Contribución a la bioquímica del agave », Anales del Instituto de Biología de la Universidad Nacional Autónoma de México, vol. 11,‎ 1940, p. 373-383, avec Fernando Orozco.
- 1941 : La fabricación de los alcaloides, Mexico, Fondo de Cultura Económica – La Casa de España, 1941, 160 p. (traduit de Julius Schwyzer, Die Fabrikation der Alkaloide, Berlin, Verlag Julius Springer, 1927 (lire en ligne)).
- 1941 : « Estudio químico de los lagos alcalinos : Origen  del  carbonato  sódico », Anales del Instituto de Biología, Universidad Nacional Autónoma de México, vol. 12,‎ 1941, p. 429-438, avec Fernando Orozco.
- 1942 : (en) « Cannabis indica, Part XI : An Examination of the Alkali-Soluble Portion of American Hemp Resin », Journal of the Chemical Society (Resumed),‎ 1942, p. 628-630 (présentation en ligne), avec Peter B. Russell et Alexander R. Todd.
- 1942 : La química moderna, Mexico, El Nacional, coll. « Bibl. del maestro » (no 37) (OCLC 651364897).
- 1942 : « El Profesor Richard Willstätter », Ciencia, vol. 3,‎ 1942, p. 320.
- 1945 : « Estudio del yacimiento de salmueras alcalinas del valle de México », Boletín del Instituto de Química de la Universidad Nacional Autónoma de México, no 1,‎ décembre 1945, p. 6-25, avec Fernando Orozco
- 1945 : « Don Blas Cabrera Felipe », Ciencia, vol. 6, nos 7-9,‎ 20 décembre 1945, p. 241-242 (lire en ligne, consulté le 4 septembre 2013).

### Sur Madinaveitia
- (es) Santiago Capella, José Antonio Chamizo, Julián Garritz et Andoni Garritz, « La huella en México de los químicos del exilio español de 1939 », inédit,‎ s. d. (lire en ligne).
- (es) José Elguero Bertolini, La renovación de la ciencia española y la JAE (conférence prononcée à l'université internationale Menéndez Pelayo, le 23 juillet 2008), Santander.
- (es) José Elguero Bertolini, En recuerdo a Juan-Julio Bonet Sugrañes : Antonio Madinaveitia, Roald Hoffmann y Juan-Julio Bonet (conférence prononcée à l'Institut d'études catalanes le 25 octobre 2008), Madrid, CSIC (lire en ligne).
- (es) José Elguero Bertolini, Los años españoles del profesor don Antonio Madinaveitia y Tabuyo (1890-1934), Collège de Mexico, 2009 (lire en ligne).
- (es) Francisco A. González Redondo, « Antonio Madinaveitia y Tabuyo (Madrid, 1890 - Mexico, 1974) », sur residencia.csic.es, Residencia de Estudiantes, 2007 (consulté le 4 septembre 2013).
- (es) Francisco A. González Redondo, Rosario E. Fernández Terán et Amor González Redondo, « Santiago Ramón y Cajal y la nueva senda de la química orgánica en España : En torno a Antonio Madinaveitia Tabuyo », dans Actas del III Simposio Ciencia y Técnica en España de 1898 a 1945, Lanzarote, Amigos de la cultura científica, 2001 (lire en ligne), p. 127-142.
- (es) Francisco A. González Redondo et Rosario E. Fernández Terán, « Nuevas perspectivas en torno a la política de pensiones de la Junta para Ampliacióñ de Estudios : Modelos de encuentro con Europa de la Universidad española : En torno a Antonio Madinaveitia », Revista Complutense de Educación, vol. 13, no 2,‎ 2002, p. 577-585 (ISSN 1130-2496, lire en ligne).
- (es) Miguel López Pérez et Mar Rey Bueno, « Antonio Madinaveitia y Tabuyo (1890-1974) », El Ateneo : Revista Científica, Literaria y Artística, 4e série, vol. 11,‎ 2002, p. 85-96 (lire en ligne).